# Стойко Іван Михайлович
Іва́н Миха́йлович Стойко́ (нар. 27 квітня 1961, с. Жизномир, Бучацький район, Тернопільська область) — український політик. Народний депутат України. Голова Тернопільської обласної державної адміністрації (2005–2007). Член партії «За Україну!». Радник міністра внутрішніх справ.

## Освіта
Після школи Навчався в Просікурнянському ПТУ Глибоцького району Чернівецької області. У 1993 році закінчив Сиктивкарський державний університет за фахом учитель історії, а у 2004 році — Тернопільську академію народного господарства (нині Західноукраїнський національний університет). Магістр економіки та управління. Також у 2008 році закінчив Національну академію державного управління при Президентові України, магістр управління суспільним розвитком.

## Кар'єра
- Травень — листопад 1979 — помічник екскаваторника Бучацької ПМК-153 Тернопільської області.
- Листопад 1979 — листопад 1981 — служба в армії.
- Лютий 1982 — листопад 1987 — в Об'ячевському ліспромгоспі Прилузького району Комі АРСР.
- Липень 1993 — травень 1997 — комерційний директор МП «Синхроімпульс», м. Дрогобич.
- Жовтень 1997 — жовтень 2000 — декан факультету, завідувач навчального відділу Тернопільського комерційного інституту.
- 2000–2001 — керівник управи Тернопільської крайової організації НРУ.
- Листопад 2001 — квітень 2002 — заступник начальника управління у справах преси та інформації Тернопільської облдержадміністрації.
- 4 лютого 2005 — 22 жовтня 2007 — голова Тернопільської обласної державної адміністрації[2][3].

Депутат Тернопільської обласної ради (квітень 2006).
Член Політради НРУ, голова Тернопільської обласної організації НРУ (2000 — березень 2005).
Член Ради національної безпеки і оборони України (25 травня — 24 жовтня 2007).
26 січня 2009 року Іван Стойко був виключений з лав НРУ.

## Сім'я
Дружина Тетяна. Дочки Ярослава і Світлана.

## Парламентська діяльність
Народний депутат України 4-го скликання з 14 травня 2002 до 7 липня 2005, виборчій округ № 166, Тернопільська область, висунутий Блоком Віктора Ющенка «Наша Україна». «За» 58.21 %, 9 суперників. На час виборів: заступник начальника управління у справах преси та інформації Тернопільської обласної державної адміністрації, член НРУ. Член фракції «Наша Україна» (з травня 2002). Член Комітету з питань свободи слова та інформації (з червня 2002). Склав депутатські повноваження 15 червня 2005.
Народний депутат України 6-го скликання з 23 листопада 2007 до 12 грудня 2012 від Блоку «Наша Україна — Народна самооборона», № 46 в списку. Член фракції Блоку «Наша Україна — Народна самооборона» (з листопада 2007). Голова підкомітету з питань інформаційної безпеки Комітету з питань національної безпеки і оборони (з грудня 2007).
Народний депутат України 7-го скликання з 12 грудня 2012 до 27 листопада 2014, виборчій округ № 167, Тернопільська область, висунутий ВО «Батьківщина». «За» 33,68 %, 12 суперників. На час виборів: народний депутат України, безпартійний.

## Нагороди, державні ранги
- Орден Святого Рівноапостольного князя Володимира Великого II ступеня (квітень 2005, УПЦ КП);
- Орден «За заслуги» III ступеня (2009)[4];
- Почесна Грамота Верховної Ради України (2011).